# Faculdade Americana para o Avanço da Medicina
A Faculdade Americana para o Avanço da Medicina (ACAM) é uma associação baseada na adesão de medicina integrativa, com médicos, com base em Irvine, Califórnia. 